# Coqueteleira

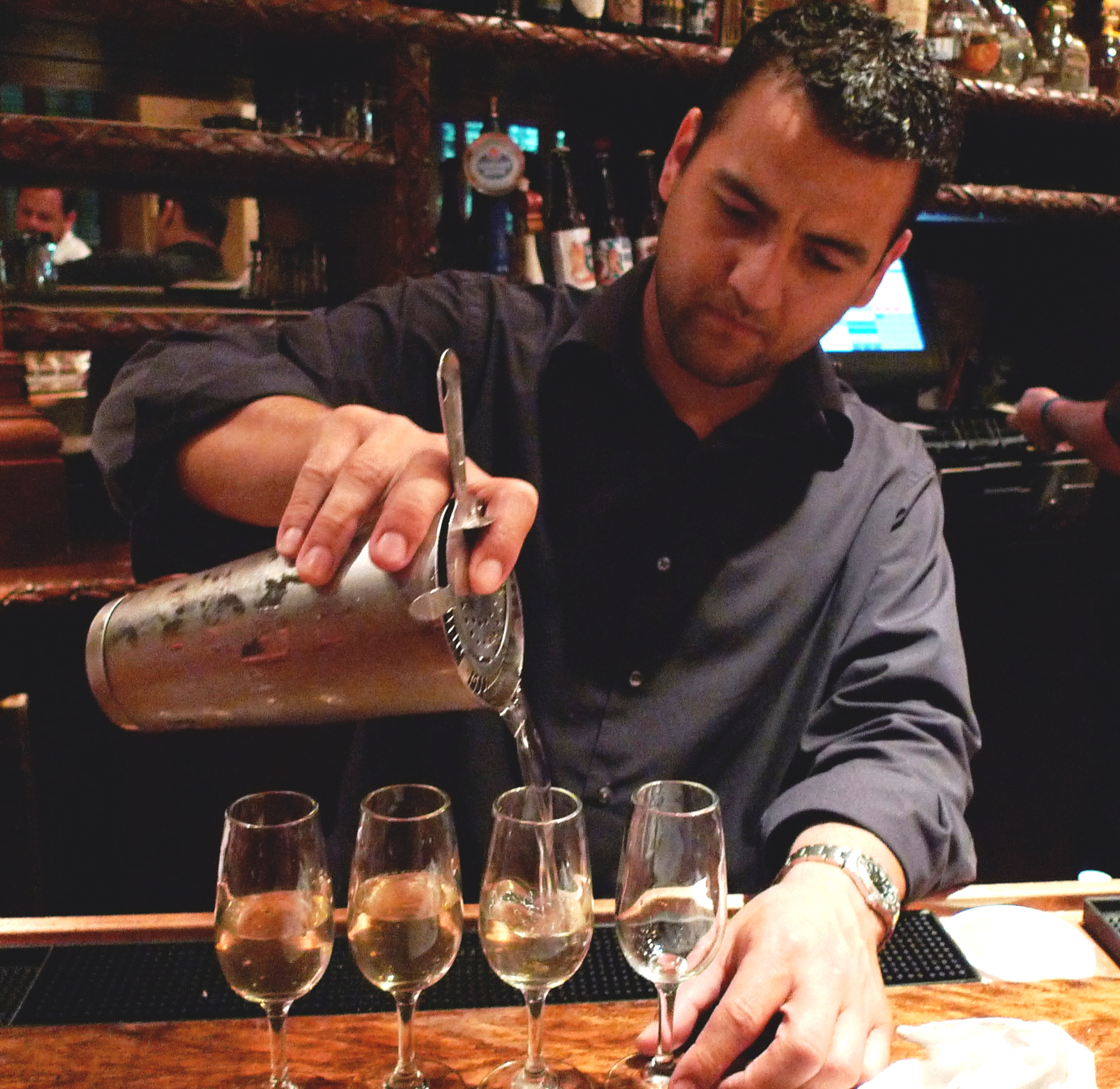
Uma coqueteleira sendo usada em um bar de Nova Orleães.

Uma coqueteleira é um utensílio utilizado para misturar bebidas (geralmente alcoólicas) por meio de agitação. Quando é posto gelo dentro da coqueteleira, seu uso possibilita um resfriamento mais rápido da bebida antes que seja servida.

## Uso
Um coquetel batido é feito colocando-se os ingredientes desejados (tipicamente sucos de fruta, xaropes, licores, schnapps, destilados e gelo) na coqueteleira. Então, agita-se vigorosamente o recipiente por 5 a 10 segundos, dependendo da miscibilidade dos ingredientes e da temperatura final desejada.

## Tipos
Há, no mínimo, três variações da coqueteleira tradicional:
- A coqueteleira Boston: uma coqueteleira de duas partes composta de um fundo metálico e um copo misturador de plástico ou vidro. O recipiente misturador e o fundo são inseridos um dentro do outro para agitação ou usados separadamente para misturar ingredientes. Um separador especial pode ser necessário para este tipo de coqueteleira, caso seja usado gelo moído na preparação de um drinque. Se não houver um destes utensílios disponível, alguns bartenders produzem uma estreita abertura entre os copos após a preparação, por onde deixam escorrer o coquetel, retendo o gelo.
- A coqueteleira Cobbler: uma coqueteleira de três partes que tem um crivo na parte superior e um recipiente para o coquetel, além de uma tampa. A tampa frequentemente é utilizada como medida para destilados e outros líquidos.
- A coqueteleira francesa: uma coqueteleira de duas partes composta de um fundo metálico e uma tampa também metálica. Uma peneira é sempre necessária para esse tipo de utensílio, na separação dos ingredientes ao fim da preparação do drinque.